# Ла-Палма-да-Сарбальо
Ла-Па́лма-да-Сарбальо́ (кат. La Palma de Cervelló, вимова літературною каталанською [łə 'pałmə də səɾbə'ʎɔ]) - муніципалітет, розташований в Автономній області Каталонія, в Іспанії. Код муніципалітету за номенклатурою Інституту статистики Каталонії - 89058. Знаходиться у районі (кумарці) Баш-Любрагат (коди району - 11 та BT) провінції Барселона, згідно з новою адміністративною реформою перебуватиме у складі баґарії (округи) Барселона. 

## Назва муніципалітету
Назва муніципалітету походить від лат. palma - "пальма" та від лат. cervo.

## Населення
Населення міста (у 2007 р.) становить 3.009 осіб (з них менше 14 років - 16,7%, від 15 до 64 - 72,8%, понад 65 років - 10,6%). У 2006 р. народжуваність склала 30 осіб, смертність - 20 осіб, зареєстровано 14 шлюбів. У 2001 р. активне населення становило 1.356 осіб, з них безробітних - 116 осіб.

Серед осіб, які проживали на території міста у 2001 р., 2.144 народилися в Каталонії (з них 695 осіб у тому самому районі, або кумарці), 449 осіб приїхало з інших областей Іспанії, а 103 особи приїхали з-за кордону. 

Вищу освіту має 16% усього населення. 

У 2001 р. нараховувалося 946 домогосподарств (з них 19,2% складалися з однієї особи, 24,8% з двох осіб,22,4% з 3 осіб, 24,2% з 4 осіб, 6,2% з 5 осіб, 2,3% з 6 осіб, 0,2% з 7 осіб, 0,3% з 8 осіб і 0,2% з 9 і більше осіб).

Активне населення міста у 2001 р. працювало у таких сферах діяльності : у сільському господарстві - 1,7%, у промисловості - 25,2%, на будівництві - 8,1% і у сфері обслуговування - 65,1%. 

 У муніципалітеті або у власному районі (кумарці) працює 922 особи, поза районом - 813 осіб.

### Безробіття
У 2007 р. нараховувалося 77 безробітних (у 2006 р. - 61 безробітний), з них чоловіки становили 42,9%, а жінки - 57,1%.

## Житловий фонд
У 2001 р. 6,6% усіх родин (домогосподарств) мали житло метражем до 59 м2, 27,4% - від 60 до 89 м2, 36,5% - від 90 до 119 м2 і
29,6% - понад 120 м2.

З усіх будівель у 2001 р. 29,7% було одноповерховими, 58,2% - двоповерховими, 8,8
% - триповерховими, 1% - чотириповерховими, 1,5% - п'ятиповерховими, 0,7% - шестиповерховими,
0% - семиповерховими, 0% - з вісьмома та більше поверхами.

## Автопарк
| \| Автомобілі, зареєстровані у місті, за призначенням \| Автомобілі, зареєстровані у місті, за призначенням \| Автомобілі, зареєстровані у місті, за призначенням \| \| Рік \| 2006 р. \| 2005 р. \| \| -------------------------------------------------- \| -------------------------------------------------- \| -------------------------------------------------- \| \| Приватні автомобілі \| 68,8% \| 70,6% \| \| Мотоцикли \| 11,3% \| 9,9% \| \| Вантажівки \| 17,2% \| 17,1% \| \| Трактори \| 0% \| 0% \| \| Автобуси та ін. \| 2,6% \| 2,4% \| \| Усього автомобілів \| 1.075 шт. \| 900 шт. \| |           |         |
| Автомобілі, зареєстровані у місті, за призначенням |           |         |
| Рік | 2006 р.   | 2005 р. |
| Приватні автомобілі | 68,8%     | 70,6%   |
| Мотоцикли | 11,3%     | 9,9%    |
| Вантажівки | 17,2%     | 17,1%   |
| Трактори | 0%        | 0%      |
| Автобуси та ін. | 2,6%      | 2,4%    |
| Усього автомобілів | 1.075 шт. | 900 шт. |

## Вживання каталанської мови
У 2001 р. каталанську мову у місті розуміли 98,1% усього населення, вміли говорити нею 87,9%, вміли читати 86,4%, вміли писати 63,9%. Не розуміли каталанської мови 1,9%.

## Політичні уподобання
У виборах до Парламенту Каталонії у 2006 р. взяло участь 1.428 осіб (у 2003 р. - 1.507 осіб). Голоси за політичні сили розподілилися таким чином:
| \| Вибори до Парламенту Каталонії \| Вибори до Парламенту Каталонії \| Вибори до Парламенту Каталонії \| \| Рік \| 2006 р. \| 2003 р. \| \| -------------------------------------- \| ------------------------------ \| ------------------------------ \| \| Конвергенція та Єднання (CiU) \| 40,3% \| 38,2% \| \| Соціалістична партія Каталонії (PSC) \| 21,8% \| 24,9% \| \| Народна партія (PP) \| 6,3% \| 8,3% \| \| Ініціатива за Каталонію — Зелені (ICV) \| 11,5% \| 6,6% \| \| Республіканська лівиця Каталонії (ERC) \| 15,3% \| 21,2% \| \| Громадяни — Громадянська партія (C's) \| 2,5% \| 0% \| \| Інші \| 2,3% \| 0,9% \| |         |         |
| Вибори до Парламенту Каталонії |         |         |
| Рік | 2006 р. | 2003 р. |
| Конвергенція та Єднання (CiU) | 40,3%   | 38,2%   |
| Соціалістична партія Каталонії (PSC) | 21,8%   | 24,9%   |
| Народна партія (PP) | 6,3%    | 8,3%    |
| Ініціатива за Каталонію — Зелені (ICV) | 11,5%   | 6,6%    |
| Республіканська лівиця Каталонії (ERC) | 15,3%   | 21,2%   |
| Громадяни — Громадянська партія (C's) | 2,5%    | 0%      |
| Інші | 2,3%    | 0,9%    |

У муніципальних виборах у 2007 р. взяло участь 1.513 осіб (у 2003 р. - 1.446 осіб). Голоси за політичні сили розподілилися таким чином:
| \| Муніципальні вибори \| Муніципальні вибори \| Муніципальні вибори \| \| Рік \| 2007 р. \| 2003 р. \| \| -------------------------------------- \| ------------------- \| ------------------- \| \| Конвергенція та Єднання (CiU) \| 41,8% \| 43,8% \| \| Соціалістична партія Каталонії (PSC) \| 10,5% \| 28,3% \| \| Народна партія (PP) \| 1,7% \| 4,1% \| \| Ініціатива за Каталонію — Зелені (ICV) \| 42,2% \| 0% \| \| Республіканська лівиця Каталонії (ERC) \| 3,8% \| 10,7% \| \| Громадяни — Громадянська партія (C's) \| 0% \| 0% \| \| Інші \| 0% \| 13% \| |         |         |
| Муніципальні вибори |         |         |
| Рік | 2007 р. | 2003 р. |
| Конвергенція та Єднання (CiU) | 41,8%   | 43,8%   |
| Соціалістична партія Каталонії (PSC) | 10,5%   | 28,3%   |
| Народна партія (PP) | 1,7%    | 4,1%    |
| Ініціатива за Каталонію — Зелені (ICV) | 42,2%   | 0%      |
| Республіканська лівиця Каталонії (ERC) | 3,8%    | 10,7%   |
| Громадяни — Громадянська партія (C's) | 0%      | 0%      |
| Інші | 0%      | 13%     |